# سي فوا
سي فوا (不破 整) ولد 1914 ،هو لاعب كرة قدم ياباني شارك في دورة الألعاب الأولمبية الصيفية عام 1936 في برلين.

## روابط خارجية
- سي فوا على موقع أوليمبيديا (الإنجليزية)

1. ↑  Olympedia (بالإنجليزية), 2006, QID:Q95606922
2. ↑  Berlin Olympics Results نسخة محفوظة 29 يونيو 2017 على موقع واي باك مشين.